# Ælfgar
Ælfgar (mort c. 1060) era el fill de Leofric, Comte de Mèrcia, amb la seva mare Godgifu (Lady Godiva). Succeí al seu pare com a comte quan morí el 1057. Va obtenir el títol addicional d'Earl de l'Ànglia Oriental, però també s'exilià un cert temps. Amb el primer matrimoni de la seva filla esdevingué sogre del rei gal·lès Gruffydd ap Llywelyn; uns quants anys després de la seva mort, la seva filla enviudaria i es casaria amb el rei anglès Harold.

## Guerra i exilis
Ælfgar s'aprofità de l'exili de l'Earl, Godwin de Wessex, i els seus fills el 1051. Rebé el comtat d'East Anglia, que havia estat de Harold, fill de Godwin. Godwin i el rei Eduard el Confessor es reconciliaren l'any següent, així que Harold va ser restaurat al seu comtat, però no per molt temps, ja que Godwin morí a la Pasqua del 1053. Així Harold esdevenia comte de Wessex, i el comtat d'Ànglia Oriental va retornar a Ælfgar.
Sembla que Ælfgar imità la tàctica que Godwin va utilitzar per a pressionar al rei Eduard. Quan s'exilià el 1055 formà una flota de 18 vaixells a Irlanda i dirigint-se a Gal·les, on acordà amb el rei Gruffydd unir forces contra el rei Eduard. A dues milles de Hereford, el 24 d'octubre, es trobaren amb l'exèrcit del Comte de Herefordshire, Ralph el Tímid. El Comte i els seus homes finalment fugiren, i Gruffydd i Ælfgar els perseguiren, matant i ferint a mesura que avançaven, cometent salvatges represàlies a Hereford. Van pillar i cremar la ciutat, matant molts dels seus ciutadans. El Rei Eduard va ordenar que es reunís un exèrcit posant-lo sota direcció del comte Harold. Aquesta era una ofensiva més important i Ælfgar i Gruffydd fugiren al sud de Gal·les. Tanmateix l'assumpte va ser resolt per via diplomàcia i el Comte Ælfgar fou restituït.

## Família
Se sap que Ælfgar tingué com a mínim quatre fills. Un fill, Burgheard, morí abans que el seu pare, expirant durant el retorn de Roma a principis del 1060 sent enterrat a Reims. Això motivà a Ælfgar fer donació de terres a l'abadia de Reims a Staffordshire i Shropshire, que esdevingué la dotació per al priorat de Lapley. Sobrevisqueren a Ælfgar tres fills, dos nois, Edwin, més tard Comte de Mèrcia, i Morcar, més tard Comte de Northúmbria, i una filla Ealdgyth, que primer es casà amb el rei gal·lès Gruffydd ap Llywelyn i més tard amb Harold Godwinson, Rei d'Anglaterra.

## Mort
Es creu que Ælfgar morí el 1060, bé abans de la Batalla de Hastings. Es creu que els fills de la seva filla amb el rei derrotat Harold s'exiliaren.